# Klaus Huber
Klaus Huber (Berna, 30 de noviembre de 1924 - Perugia, Italia, 2 de octubre de 2017) fue un compositor, profesor de música y académico suizo que residió y trabajó en Basilea (Musik-Akademie der Stadt Basel) y Friburgo (Hochschule für Musik Freiburg). Fueron alumnos suyos Brian Ferneyhough, Younghi Pagh-Paan, Toshio Hosokawa, Wolfgang Rihm y Kaija Saariaho. Recibió, entre otros premios,  el Premio Ernst von Siemens en 2009.

## Biografía
Klaus Huber nació en Berna en 1924. Primero estudió, de 1947 a 1949, violín y pedagogía musical en el Conservatorio de Zúrich] con Stefi Geyer.  De 1949 a 1955, fue profesor de violín en el Conservatorio de Zúrich. Al mismo tiempo estudió composición con Willy Burkhard. Continuó sus estudios de composición con  Boris Blacher en Berlín.
El punto de partida como compositor de Huber fue la música serial, influido por Anton Webern. Su descubrimiento internacional se produjo en 1959 con el estreno mundial de su cantata de cámara Des Engels Anredung an die Seele en el Weltmusiktage [Días de la música del mundo] de la Internationale Gesellschaft für Neue Musik en Roma. Inusualmente para el momento, utilizó intervalos consonantes dentro de un contexto estrictamente serial. En los años 1980 se interesó por la música árabe, por sus modelos rítmicos y su microtonalidad.
Se convirtió en una de las principales figuras de su generación en Europa, comparable con Pierre Boulez y Karlheinz Stockhausen. Compuso extensamente para conjuntos de cámara, coros, solistas y orquesta. Sus obras teatrales buscaron música de escena más allá de la ópera y el oratorio. Huber fue un compositor social y políticamente concienciado y su música a menudo transmite un mensaje humanista. Utilizó textos de profetas bíblicos y místicos medievales como  Hildegard of Bingen. También se inspiró en los textos de  Agustín, Andreas Gryphius, Ernst Bloch, Heinrich Böll, y de teólogos latinoamericanos de la liberación. Desde la década de 1980, Huber estudió música árabe y poesía e incorporó esas influencias en sus obras.
Huber enseñó historia de la música en el Conservatorio de Lucerna de 1960 a 1963, y composición en la Academia de Música de la Ciudad de Basilea (1961-1972) y en la Hochschule für Musik Freiburg  (1973-1990). También fue nombrado director de los seminarios de composición en la Fundación Gaudeamus en Bilthoven, Países Bajos, en 1966, 1968 y 1972. Además, ejerció como profesor visitante internacional y con clases de composición en (entre otros) París, Londres, Ginebra, Milán, Lyon , Montreal, Sarajevo y Tatui (Brasil). Varios de sus alumnos se convirtieron en compositores internacionalmente reconocidos, entre ellos Brian Ferneyhough, Younghi Pagh-Paan (más tarde su esposa), Toshio Hosokawa, Wolfgang Rihm, y Kaija Saariaho, además de Daniel Glaus, André Richard, Ulrich Gasser, Michael Jarrell y Hans Wüthrich.
Fue miembro de la Akademie der Künste  en Berlín desde 1986. Sus manuscritos son conservados por la Fundación Paul Sacher en Basilea.

## Composiciones musicales
Las obras de Huber fueron publicadas por Ricordi y Schott. En 2009, se publicó un inventario de los manuscritos musicales de Huber en la Fundación Paul Sacher.

### Obra escénica
- 1973: Jot oder Wann kommt der Herr zurück / Dialektische Oper in zwei Teilen (1973) Opera in two parts. Texto: Philip Oxman,en alemán, por Kurt Marti y Dietrich Ritschl[13]
- 1975: Im Paradies oder Der Alte vom Berge, cinco actos operísticos esquemáticos para una gran orquesta. Textos: Alfred Jarry, editado por Eugen Helmlé
- 1997-2001: Schwarzerde, obra escénica en nueve secuencias. Texto: Michael Schindhelm en colaboración con Klaus Huber, basado en poemas y textos en prosa de Ossip Mandelstam[10]

### Obras orquestales
- 1964: Soliloquia, oratorio para solistas, dos coros y gran orquesta. Texto: Aurelius Augustinus (San Agustín)
- 1966-1967: Tenebrae, para gran orquesta[14]
- 1975/78-1983: Erniedrigt – Geknechtet – Verlassen – Verachtet..., para solista, coro y orquesta. Texto: Ernesto Cardenal, Florian Knobloch, George Jackson, Carolina Maria de Jesús, Profeta Isaías[10]
- 1985-1986: Protuberanzen (versión simultánea) Tres piezas pequeñas para orquesta[10]
- 1986-1989: Spes contra spem (1986–89) Un contraparadigma de "Götterdämmerung". Textos: Bertolt Brecht, Elias Canetti, Georg Herwegh, Rosa Luxemburg, Friedrich Nietzsche, Reinhold Schneider, Dorothee Sölle, Richard Wagner y Peter Weiss[10]
- 1992-1994: Lamentationes de fine vicesimi saeculi, para orquesta en cuatro grupos con cantante Sufí (ad libitum)[10]
- 1997: Umkehr – im Licht sein…, díptico para voces coro/voces corales, mezzosoprano y orquesta pequeña. Texto: Ossip Mandelstam, Max Frisch, Elías Canetti, Martin Buber
- 2006-2007: Quod est pax? – Vers la raison du coeur..., para orquesta con cinco voces solistas y una percusión árabe. Textos: Jacques Derrida, Octavio Paz, Mahmoud Darwish, Klaus Huber[10]

### Obras de conjunto
- 1957: Des Engels Anredung an die Seele, para tenor, flute, clarinet, horn y arpa. Texto: Johann Georg Albini[15]
- 1977: Erinnere dich an G..., para doble bajo solo y 18 instrumentos[16]
- 1985: Cantiones de Circulo gyrante, música espacial para tres grupos y cinco solistas. Texto: Hildegard of Bingen, Heinrich Böll, para solistas, narrador, coro, orquesta, dos directores[10]
- 1987-1989: La terre des hommes, In memoriam Simone Weil, para mezzo-soprano, contratenor/recitador y 18 instrumentos. Textos de Simone Weil, Ossip Mandelstam[10]
- 1990: Die umgepflügte Zeit, In memoriam Luigi Nono, música espacial para viola d'amore, mezzo-soprano, tenor alto, recitador femenino, 2 conjuntos mixtos, voces de coro e instrumentos. Texto de Ossip Mandelstam[10]
- 1993-1994: Intarsi, In memoriam Witold Lutosławski, concierto de cámara para piano y 17 instrumentos[10]
- 2002: Die Seele muss vom Reittier steigen..., para violonchelo solo, barítono solo, contratenor (o alto) y 37 instrumentistas. Textos: Mahmoud Darwish
- 1993/1996-1997: Lamentationes Sacrae et Profanae ad Responsoria Iesualdi (1993/1996-97) para seis cantantes y dos instrumentistas. Textos: Jeremías, Klaus Huber, Ernesto Cardenal, Mahmud Doulatabadi[10]
- 1998-1999: L'ombre de notre âge, para conjunto de cámara[10]
- 2002: Die Seele muss vom Reittier steigen... , para chelo solo, barítono solo, contratenor (o alto) y 37 instrumentos. Texto: Mahmoud Darwish[10]
- 2005-2006: Miserere hominibus..., cantata para siete voces solistas y siete instrumentistas. Textos: Salmo 51, Octavio Paz (El Cántaro Roto), Mahmoud Darwish (Murale), Carl Améry (Global Exit), Jacques Derrida (Un très proche Orient, Paroles de paix)[10]

### Música vocal
- 1971: ...inwendig voller Figur..., for choir, loudspeakers, tape, and large orchestra. Text: From Revelation and by Albrecht Dürer[17]
- 1972: "...Ausgespannt..." / Geistliche Musik in memoriam Kurt Wolfgang Senn, música sacra en memoria de Kurt Wolfgang Senn, para barítono alto, cinco grupos instrumentales, percusión, órgana, altavoces y cinta[18]
- 1991: Kleines Requiem for Heinrich Böll (1991, extractos de Cantiones de Circulo Gyrante), para coro a cappella y bajo-barítono (ad lib.). Texto: Hildegard von Bingen (en latín)[10]

### Música de Cámara
- 1984-1985: ...von Zeit zu Zeit..., Cuarteto de cuerda n.º 2[10]
- 1989: Des Dichters Pflug, para violín, viola y violonchelo (trío de cuerda) (all in three-tone tuning, Dritteltonstimmung)[10]
- 1990-1991: Agnus Dei cum recordatione, homenaje a Jehan Okeghem, con texto de Gösta Neuwirth, Misa en Latín.[10]
- 1997-1998: Ecce homines (1997/98), quinteto de cuerda[10]

### Obras para solistas
- 1955: In memoriam Willy Burkhard, para órgano[19]
- 1963: La Chace, para harpsichord[20]
- 1966: To Ask the Flutist', para flauta <[21]
- 1972: Ein Hauch von Unzeit Planto sobre la pérdida de la reflexión musical. N.º I para flauta y otros instrumentos; n.º II para piano; n.º V para guitarra; n.º VI para acordeón; n.º VII para double bass; n.º VIII para chelo[22]
- 1975: Blätterlos, para piano preparado[10]
- 1976: Transpositio ad infinitum, para chelo[23]
- 1990: ...Plainte... (1990), para Luigi Nono, para viola de amor afinada en tres tonos[10]
- 1993: Winter seeds, para acordeón[10]
- 2010: Intarsimile, para violín solo[10]

## Escritos
Publicaciones con escritos de Huber:
- Umgepflügte Zeit: Gesammelte Schriften (1999): Huber's collected writings.[24]
- From Time – To Time: The Complete Œuvre (2010), traducción de Von Zeit zu Zeit: Das Gesamtschaffen (2009): un libro que Huber escribió en el formato de un diálogo con Claus-Steffen Mahnkopf.[25]

## Premios y distinciones
Huber recibió a lo largo de su vida muchos premios y reconocimientos, destacando:
- 1970: Beethoven Prize (Bonn) por la obra Tenebrae[11]
- 2000: Doctorado honorífico de la Universidad de Estrasburgo[10][26]
- 2009:
  - Salzburg Music Prize[27]
  - Premio Ernst von Siemens[28]
  - Doctorado honorífico de la University of Music and Theatre Leipzig[29]
- 2013: German Music Authors' Prize en la categoría «Logros de una vida»[30]